# San Bernardino Verbano
San Bernardino Verbano é uma comuna italiana da região do Piemonte, província do Verbano Cusio Ossola, com cerca de 1.152 habitantes. Estende-se por uma área de 26 km², tendo uma densidade populacional de 44 hab/km². Faz fronteira com Cossogno, Mergozzo, Premosello-Chiovenda, Verbania.

## Demografia
| Variação demográfica do município entre 1861 e 2011                               |
|                                                                                   |
| Fonte: Istituto Nazionale di Statistica (ISTAT) - Elaboração gráfica da Wikipedia |